# Vesperidae
Los vesperinos (Vesperinae) son una  subfamilia de coleópteros de la familia Cerambycidae. Algunos taxónomos la consideran una familia separada, Vesperidae, de Chrysomeloidea.
Es una pequeña familia de escarabajos de aspecto heterogéneo, pero todos se caracterizan porque las larvas se desarrollan en las raíces de plantas herbáceas o árboles.

## Morfología
Los adultos son nocturnos y se caracterizan por ser de color marrón terroso: Algunos géneros tropicales (Pathocerus) tienen las antenas como peines, algunos otros (Hypocephalus) las antenas extremadamente reducidas. Algunos géneros, como el brasileño Migdolus han desarrollado mandíbulas, como los machos de los cerambícidos Parandra y Spondylis, mientras que otros, como los machos del género Hypocephalus, han modificado sus mandíbulas.

## Larva
Las larvas han desarrollado algunas adaptaciones a la vida subterránea.  En particular, el género Vesperus, propio del Mediterráneo tiene larvas que se caracterizan por una peculiar hipermetamorfosis larvaria.  Las larvas tienen el aspecto de  un gusano normal (aunque se caracterizan por ser anormalmente largas), mientras que las de los siguientes estadios tienen una forma de aspecto que les hacen similares a las larvas de Melolonthinae.
- Datos: Q535824
- Multimedia: Vesperidae / Q535824
- Especies: Vesperidae